# Estany Clot
|  | No s'ha de confondre amb Estany Cloto. |

L'Estany Clot és un llac que es troba en el terme municipal de la Vall de Boí, a la comarca de l'Alta Ribagorça, i dins del Parc Nacional d'Aigüestortes i Estany de Sant Maurici.
El llac, d'origen glacial, està situat a 2.280 metres d'altitud, a la Capçalera de Caldes. Situat al peu de les Agulles de Travessani i Pic de Travessani, que es localitzen al seu est, drena cap a l'Estany de Travessani.

## Rutes[2]
L'estany és molt pròxim al Refugi Joan Ventosa i Calvell. Dos dels camins que surten del refugi passen pel costat:
- El que, coincidint amb l'etapa de la travessa Carros de Foc, vorejant per la riba oriental de l'Estany de Travessani i travessant el Coret de Oelhacrestada, porta al Refugi de la Restanca.
- Les diverses rutes que porten al Port de Caldes.